# Malpighia maxima
Malpighia maxima är en tvåhjärtbladig växtart som beskrevs av F. K. Meyer. Malpighia maxima ingår i släktet Malpighia och familjen Malpighiaceae. Inga underarter finns listade i Catalogue of Life.